# Cothresia
Cothresia is een geslacht van kevers uit de familie van de loopkevers (Carabidae). De wetenschappelijke naam van het geslacht is voor het eerst geldig gepubliceerd in 1964 door Jeannel.

## Soorten
Het geslacht Cothresia omvat de volgende soorten:
- Cothresia baleensis Basilewsky, 1974
- Cothresia clarkeiana Basilewsky, 1974
- Cothresia curta Jeannel, 1964
- Cothresia humeralis (Jeannel, 1930)
- Cothresia minuta Basilewsky, 1974
- Cothresia robini Basilewsky, 1974
- Cothresia rotundicollis Basilewsky, 1974
- Cothresia rougemonti Basilewsky, 1975
- Cothresia scitula (Peringuey, 1896)
- Cothresia tabulae (Peringuey, 1899)